# Bahnstrecke Lyon–Marseille
| Brücke über den Fluss Drac bei Saint-Georges-de-Commiers |                                              |                                                                            |                                                                        |
| |                                              |                                                                            |                                                                        |
| Streckennummer (SNCF): | 905 000                                      |                                                                            |                                                                        |
| Streckenlänge: | 444 km                                       |                                                                            |                                                                        |
| Spurweite: | 1435 mm (Normalspur)                         |                                                                            |                                                                        |
| Stromsystem: | Lyon–Saint-Priest bis Str.-km 18,6: 1,5 kV = |                                                                            |                                                                        |
| Stromsystem: | km 18,6 bis Grenoble: 25 kV 50 Hz ~          |                                                                            |                                                                        |
| Maximale Neigung: | 25 ‰                                         |                                                                            |                                                                        |
| Streckengeschwindigkeit: | 160 km/h                                     |                                                                            |                                                                        |
| Zweigleisigkeit: | teilweise                                    |                                                                            |                                                                        |
| |                                              |                                                                            |                                                                        |
| \| \| 510,90,0 \| Lyon-Perrache \| 174 m \| \| \| 0,3 \| A7 (30 m) \| A7 (30 m) \| \| \| 0,4 \| Rhone \| Rhone \| \| \| \| Lyon-Jean Macé \| 171 m \| \| \| \| von Lyon Part-Dieu \| \| \| \| 1,6 \| Lyon-Guillotière \| Lyon-Guillotière \| \| \| 4,0 \| Bahnstrecke Paris–Marseille \| Bahnstrecke Paris–Marseille \| \| \| 7,3 \| Vénissieux-Sud \| Vénissieux-Sud \| \| \| 7,7 \| Vénissieux-Voyageurs \| 186 m \| \| \| 9,7 \| Vénissieux-Nord \| Vénissieux-Nord \| \| \| 11,9 \| Saint-Priest \| 209 m \| \| \| \| Tramways de l’Ouest du Dauphiné \| \| \| \| 14,0 \| A46 \| A46 \| \| \| 17,9 \| Chandieu-Toussieu \| 242 m \| \| \| 18,6 \| Wechsel der Elektrifizierung: 1,5 kV = / 25 kV 50 Hz ~ \| Wechsel der Elektrifizierung: 1,5 kV = / 25 kV 50 Hz ~ \| \| \| 21,8 \| Heyrieux \| 273 m \| \| \| 24,7 \| Bahnstrecke Combs-la-Ville–Saint-Louis (LGV) v. Paris Gare de Lyon \| Bahnstrecke Combs-la-Ville–Saint-Louis (LGV) v. Paris Gare de Lyon \| \| \| 26,1 \| Bahnstrecke Combs-la-Ville–Saint-Louis (LGV) nach Marseille-St-C. \| Bahnstrecke Combs-la-Ville–Saint-Louis (LGV) nach Marseille-St-C. \| \| \| 26,2 \| Saint-Quentin-Fallavier \| 251 m \| \| \| 30,4 \| La Verpillière \| 232 m \| \| \| 33,6 \| Vaulx-Milieu \| 221 m \| \| \| 36,3 \| L’Isle-d’Abeau \| 227 m \| \| \| 37,8 \| Saint-Alban-La Grive \| 239 m \| \| \| 41,7 \| Bourgoin-Jallieu \| 254 m \| \| \| 48,1 \| Sérézin-de-la-Tour \| Sérézin-de-la-Tour \| \| \| 48,5 \| A 48 \| A 48 \| \| \| 50,6 \| Cessieu \| 309 m \| \| \| 55,6 \| A 43 \| A 43 \| \| \| 56,7 \| La Tour-du-Pin \| 339 m \| \| \| 63,4 \| Saint-André-le-Gaz \| 409 m \| \| \| 63,5 \| Bahnstrecke Saint-André-le-Gaz–Chambéry nach Chambéry \| Bahnstrecke Saint-André-le-Gaz–Chambéry nach Chambéry \| \| \| 71,5 \| Virieu-sur-Bourbre \| 406 m \| \| \| 79,5 \| Châbons \| 509 m \| \| \| 80,3 \| A 48 \| A 48 \| \| \| \| Chemins économiques du Nord (CEN) v. Vienne ü. Champier \| \| \| \| 84,6 \| Le Grand-Lemps \| 476 m \| \| \| \| CEN nach Charavines und Voiron (1891–1933) \| \| \| \| 91,3 \| Bahnstrecke Saint-Rambert-d’Albon–Rives v. St-Rambert-d’Albon \| Bahnstrecke Saint-Rambert-d’Albon–Rives v. St-Rambert-d’Albon \| \| \| 92,5 \| Beaucroissant \| 429 m \| \| \| 94,9 \| Rives (Isère) \| 411 m \| \| \| 96,1 \| Fure (263 m) \| Fure (263 m) \| \| \| 96,4 \| A 48 \| A 48 \| \| \| 98,5 \| Tunnel du Château (81 m) \| Tunnel du Château (81 m) \| \| \| 99,2 \| Réaumont-Saint-Cassien \| Réaumont-Saint-Cassien \| \| \| 103,1 \| Tunnel de Criel (581 m) \| Tunnel de Criel (581 m) \| \| \| \| Bahnstrecke Quatre-Chemins–Voiron (CEN) von Vienne/Charavines \| \| \| \| 105,2 \| Voiron \| 290 m \| \| \| \| Bahnstrecke Voiron–Saint-Béron (VSB) \| \| \| \| 106,5 \| Saint-Jean-de-Moirans \| 243 m \| \| \| 108,9 \| A 48 \| A 48 \| \| \| \| Bahnstrecke Valence–Moirans von Valence \| \| \| \| 112,1 \| Moirans \| 192 m \| \| \| 116,1 \| A 48 \| A 48 \| \| \| 116,7 \| Tunnel de Voreppe (350 m) \| Tunnel de Voreppe (350 m) \| \| \| 117,4 \| Voreppe \| 200 m \| \| \| 118,0 \| Les Chartreux \| Les Chartreux \| \| \| 124,3 \| Saint-Égrève-Saint-Robert \| 202 m \| \| \| 128,8 \| Buisserate-Brücke (A 48) \| Buisserate-Brücke (A 48) \| \| \| 128,9 \| Brücke Pique-Pierre (Isère, 125 m) \| Brücke Pique-Pierre (Isère, 125 m) \| \| \| 130,5 \| Grenoble \| 212 m \| \| \| ~130,7 \| Tramway Grenoble–Villard-de-Lans \| Tramway Grenoble–Villard-de-Lans \| \| \| 131,1 \| Estacade (Hochbahn, 462 m) \| Estacade (Hochbahn, 462 m) \| \| \| 131,6 \| Bahnstrecke Grenoble–Montmélian (Alte Trasse) \| Bahnstrecke Grenoble–Montmélian (Alte Trasse) \| \| \| 133,7 \| Bahnstrecke Grenoble–Montmélian (Neue Trasse) nach Montmélian \| Bahnstrecke Grenoble–Montmélian (Neue Trasse) nach Montmélian \| \| \| \| Ende der Elektrifizierung (25 kV 50 Hz ~) \| \| \| \| 136,9 \| Pont-de-Claix l’Étoile zur Straßenbahn Grenoble \| Pont-de-Claix l’Étoile zur Straßenbahn Grenoble \| \| \| 138,1 \| Pont-de-Claix \| 245 m \| \| \| 142,3 \| Tunnel du Saut-du-Moine (101 m) \| Tunnel du Saut-du-Moine (101 m) \| \| \| 144,0 \| Jarrie-Vizille \| 270 m \| \| \| ~144,8 \| Bahnstrecke Jarrie–Bourg d’Oisans (VFD) n. Bourg d’Oisans \| Bahnstrecke Jarrie–Bourg d’Oisans (VFD) n. Bourg d’Oisans \| \| \| \| nach Vizille-Terrasse \| \| \| \| 144,2 \| Romanche (60 m) \| Romanche (60 m) \| \| \| \| Chemin de fer de La Mure \| \| \| \| 149,7 \| Saint-Georges-de-Commiers \| 316 m \| \| \| 150,3 \| Drac (121 m) \| Drac (121 m) \| \| \| 150,4 \| Tunnel du Drac (51 m) \| Tunnel du Drac (51 m) \| \| \| 151,1 \| Vif \| 320 m \| \| \| 151,2 \| A 51 \| A 51 \| \| \| 151,3 \| Tunnel de Rivoire (120 m) \| Tunnel de Rivoire (120 m) \| \| \| 153,2 \| Viaduc Crozet-de-Vif (277 m) \| Viaduc Crozet-de-Vif (277 m) \| \| \| 153,5 \| A51 \| A51 \| \| \| 156,8 \| Tunnel du Grand-Brion (1176 m) \| Tunnel du Grand-Brion (1176 m) \| \| \| 160,4 \| Viaduc de la Merlière (115 m) \| Viaduc de la Merlière (115 m) \| \| \| 163,7 \| Saint-Martin-de-la-Cluze \| 622 m \| \| \| 166,0 \| Tunnel des Cadorats (150 m) \| Tunnel des Cadorats (150 m) \| \| \| 168,2+168,4 \| Tunnel de la Motte (2×) (106+152 m) \| Tunnel de la Motte (2×) (106+152 m) \| \| \| 169,1 \| Tunnel de Vières (93 m) \| Tunnel de Vières (93 m) \| \| \| 173,0 \| Monestier-de-Clermont \| 847 m \| \| \| 173,3 \| Tunnel du Fau (603 m) \| Tunnel du Fau (603 m) \| \| \| 178,5 \| Saint-Michel-les-Portes (Alter Bahnhof) \| 819 m \| \| \| 179,5 \| Tunnel de Renaudy (203 m) \| Tunnel de Renaudy (203 m) \| \| \| 179,8 \| Tunnel de Côte-Rouge (98 m) \| Tunnel de Côte-Rouge (98 m) \| \| \| 180,1 \| Viaduc des Portes (131 m) \| Viaduc des Portes (131 m) \| \| \| 180,6 \| Saint-Michel-les-Portes \| 801 m \| \| \| 180,7 \| Alter Tunnel Terrasses (aufgehoben) (62 m) \| Alter Tunnel Terrasses (aufgehoben) (62 m) \| \| \| 180,9 \| Tunnel de la Sorbière (148 m) \| Tunnel de la Sorbière (148 m) \| \| \| 181,2 \| Tunnel de Rouzine (107 m) \| Tunnel de Rouzine (107 m) \| \| \| 181,5 \| Viaduc de Saint-Michel (163 m) \| Viaduc de Saint-Michel (163 m) \| \| \| 181,6 \| Tunnel de Thoranne (179 m) \| Tunnel de Thoranne (179 m) \| \| \| 185,0 \| Tunnel de Chauplanon (106 m) \| Tunnel de Chauplanon (106 m) \| \| \| 185,2 \| Viaduc de Chalabaud (68 m) \| Viaduc de Chalabaud (68 m) \| \| \| 186,0 \| Viaduc des Riperts (144 m) \| Viaduc des Riperts (144 m) \| \| \| 186,6 \| Viaduc de l'Orbanne (199 m) \| Viaduc de l'Orbanne (199 m) \| \| \| 186,7 \| Tunnel de Clelles (628 m) \| Tunnel de Clelles (628 m) \| \| \| 187,5 \| Clelles-Mens \| 831 m \| \| \| 190,4 \| Viaduc de Merdary (100 m) \| Viaduc de Merdary (100 m) \| \| \| 192,4 \| Percy \| 867 m \| \| \| 193,5 \| Viaduc de Chabulière (44 m) \| Viaduc de Chabulière (44 m) \| \| \| 194,4 \| Viaduc de Casseyres (181 m) \| Viaduc de Casseyres (181 m) \| \| \| 196,8 \| Tunnel de la Renardière (200 m) \| Tunnel de la Renardière (200 m) \| \| \| 197,6 \| Saint-Maurice-en-Trièves \| 981 m \| \| \| 198,6 \| Tunnel de Saint-Maurice (291 m) \| Tunnel de Saint-Maurice (291 m) \| \| \| 199,7 \| Viaduc de Bonson (100 m) \| Viaduc de Bonson (100 m) \| \| \| 199,8 \| Tunnel de Larchat (141 m) \| Tunnel de Larchat (141 m) \| \| \| 200,4 \| Tunnel de Pré-Fury (75 m) \| Tunnel de Pré-Fury (75 m) \| \| \| 201,3 \| Tunnel de Lalley (45 m) \| Tunnel de Lalley (45 m) \| \| \| 201,4 \| Viaduc de Lalley (10 m) \| Viaduc de Lalley (10 m) \| \| \| 201,6 \| Viaduc des Combes (52 m) \| Viaduc des Combes (52 m) \| \| \| 202,4 \| Tunnel de Deveys (87 m) \| Tunnel de Deveys (87 m) \| \| \| 203,2 \| Tunnel de Deviras (67 m) \| Tunnel de Deviras (67 m) \| \| \| 203,7 \| Tunnel du Bois-Noir (709 m) \| Tunnel du Bois-Noir (709 m) \| \| \| 204,5 \| Tunnel de la Croix-Haute (136 m) \| Tunnel de la Croix-Haute (136 m) \| \| \| 205,2 \| Col de la Croix-Haute-Lalley \| 1165 m \| \| \| 205,3 \| Scheitelpunkt \| Scheitelpunkt \| \| \| 209,7 \| Viaduc des Fauries (159 m) \| Viaduc des Fauries (159 m) \| \| \| 211,8 \| Lus-la-Croix-Haute \| 1014 m \| \| \| 216,1 \| Buëch (24 m) \| Buëch (24 m) \| \| \| 218,7 \| Saint-Julien-en-Beauchêne \| 922 m \| \| \| 218,9+222,5 \| Buëch (2×) (43+32 m) \| Buëch (2×) (43+32 m) \| \| \| 225,2 \| La Faurie-Montbrand \| 841 m \| \| \| 228,0 \| Galerie des Traverses (60 m) \| Galerie des Traverses (60 m) \| \| \| 228,3 \| Tunnel des Agnielles (203 m) \| Tunnel des Agnielles (203 m) \| \| \| 229,0 \| Buëch (44 m) \| Buëch (44 m) \| \| \| \| Bahnstrecke Livron–Aspres-sur-Buëch von Livron \| \| \| \| 233,4 \| Aspres-sur-Buëch Keilbahnhof \| 761 m \| \| \| 233,9 \| Buëch (80 m) \| Buëch (80 m) \| \| \| 234,9 \| Tunnel du Pignon (205 m) \| Tunnel du Pignon (205 m) \| \| \| 236,0244,1 \| Abzw. Poteau-Saint-Luc \| Abzw. Poteau-Saint-Luc \| \| \| 240,0 \| Veynes-Dévoluy \| 814 m \| \| \| \| Bahnstrecke Veynes–Briançon nach Briançon \| \| \| \| 247,8 \| Chabestan \| 735 m \| \| \| 252,9 \| Pont de la Barque (Petit Buëch, 34 m) \| Pont de la Barque (Petit Buëch, 34 m) \| \| \| 253,6 \| Tunnel de la Fontaine (48 m) \| Tunnel de la Fontaine (48 m) \| \| \| 254,7 \| Tunnel de Serres (270 m) \| Tunnel de Serres (270 m) \| \| \| 256,1 \| Serres 671 m \| Serres 671 m \| \| \| 260,8 \| Montrond \| 631 m \| \| \| 261,7 \| Tunnel de Montrond (167 m) \| Tunnel de Montrond (167 m) \| \| \| 266,3 \| Eyguians-Orpierre \| 603 m \| \| \| 271,6 \| Laragne \| 573 m \| \| \| 272,2 \| Pont sur la Véragne (29 m) \| Pont sur la Véragne (29 m) \| \| \| 278,6 \| Mison \| 597 m \| \| \| 280,8 \| Canal EDF (41 m) \| Canal EDF (41 m) \| \| \| 289,1 \| Viaduc de Sisteron (Buëch) (208 m) \| Viaduc de Sisteron (Buëch) (208 m) \| \| \| 289,2 \| Tunnel de Sisteron (847 m) \| Tunnel de Sisteron (847 m) \| \| \| 290,6 \| Sisteron \| 482 m \| \| \| 293,7 \| Jabron (105 m) \| Jabron (105 m) \| \| \| 296,6 \| Peipin \| 455 m \| \| \| 298,3 \| A51 \| A51 \| \| \| 302,2 \| Château-Arnoux-Volonne \| 440 m \| \| \| \| Bahnstrecke Saint-Auban–Digne von Digne-les-Bains \| \| \| \| 306,9 \| Château-Arnoux-Saint-Auban \| 428 m \| \| \| 310,0 \| A51 \| A51 \| \| \| 311,0 \| Pont du Mardaric (40 m) \| Pont du Mardaric (40 m) \| \| \| 312,2 \| Peyruis-Les Mées \| 401 m \| \| \| 315,0 \| Ganagobie \| 385 m \| \| \| 319,9 \| Lurs \| 372 m \| \| \| 321,0+324,2 \| A 51 (2×) \| A 51 (2×) \| \| \| 325,0 \| Canal de la Brillanne (25 m) \| Canal de la Brillanne (25 m) \| \| \| 325,4 \| La Brillanne – Oraison \| 349 m \| \| \| 327,0 \| Lauzon (25 m) \| Lauzon (25 m) \| \| \| 327,7 \| Canal EDF (verrohrt) (48 m) \| Canal EDF (verrohrt) (48 m) \| \| \| 330,0 \| Villeneuve \| 334 m \| \| \| 332,2 \| Largue (27 m) \| Largue (27 m) \| \| \| \| Bahnstrecke Forcalquier–Volx von Forcalquier \| \| \| \| 332,9 \| Volx \| 335 m \| \| \| 335,3 \| Galerie de Saint-Clément (Canal EDF) (88 m) \| Galerie de Saint-Clément (Canal EDF) (88 m) \| \| \| 339,9 \| Manosque-Gréoux-les-Bains \| 329 m \| \| \| 341,8 \| Canal EDF (58 m) \| Canal EDF (58 m) \| \| \| 344,3 \| Canal de décharge EDF (2×) (33 + 40 m) \| Canal de décharge EDF (2×) (33 + 40 m) \| \| \| 344,8 \| Sainte-Tulle \| 288 m \| \| \| 348,5 \| Corbières \| 272 m \| \| \| 355,1 \| Tunnel de Saint-Eucher (534 m) \| Tunnel de Saint-Eucher (534 m) \| \| \| 359,9 \| Mirabeau \| 239 m \| \| \| 360,3 \| Tunnel de Mirabeau (285 m) \| Tunnel de Mirabeau (285 m) \| \| \| \| \| \| \| \| 371,8379,8 \| Pertuis Bf und Abzw zur Bahnstrecke Cheval-Blanc–Pertuis nach Cheval-Blanc \| 195 m \| \| \| \| \| \| \| \| \| \| \| \| \| 379,9 \| Durance (321 m) \| Durance (321 m) \| \| \| 380,2 \| A 51 (28 m) \| A 51 (28 m) \| \| \| \| Bahnstrecke Meyrargues–Nizza nach Nizza-Ville (Meterspur) \| \| \| \| 382,0 \| Meyrargues \| 207 m \| \| \| \| \| \| \| \| 382,9 \| Bahnstrecke Eyguières–Meyrargues (BdR) nach Arles \| Bahnstrecke Eyguières–Meyrargues (BdR) nach Arles \| \| \| 384,2 \| Canal EDF (45 m) \| Canal EDF (45 m) \| \| \| 385,2 \| Tunnel de la Barraque (370 m) \| Tunnel de la Barraque (370 m) \| \| \| \| Reclavier \| 248 m \| \| \| 393,5 \| A 51 \| A 51 \| \| \| 393,9 \| Venelles-Les Logissons \| 326 m \| \| \| \| Puyricard \| 298 m \| \| \| \| \| \| \| \| \| Bahnstrecke Salon-de-Provence–La Calade-Éguilles von Salon-de-Provence \| \| \| \| \| \| \| \| \| 400,6 \| La Calade-Éguilles \| 272 m \| \| \| 401,1 \| Tunnel des Figons (790 m) \| Tunnel des Figons (790 m) \| \| \| \| Pey-Blanc \| 236 m \| \| \| 407,7 \| Bahnstrecke Rognac–Aix-en-Provence von Rognac \| Bahnstrecke Rognac–Aix-en-Provence von Rognac \| \| \| 407,5+407,7 \| Couverture urbaine (2×) (85+262 m) \| Couverture urbaine (2×) (85+262 m) \| \| \| 408,3 \| Aix-en-Provence \| 177 m \| \| \| \| Viadukt A 8 \| \| \| \| 409,8 \| Arc (547 m) \| Arc (547 m) \| \| \| 411,3 \| Tunnel des Dés (263 m) \| Tunnel des Dés (263 m) \| \| \| 413,8 \| Tunnel du Logis Neuf (40 m) \| Tunnel du Logis Neuf (40 m) \| \| \| 414,9 \| Luynes \| 169 m \| \| \| 416,3 \| Galerie des Quatre-Tours (129 m) \| Galerie des Quatre-Tours (129 m) \| \| \| \| Bahnstrecke Carnoules–Gardanne von Carnoules \| \| \| \| 419,4 \| Gardanne \| 205 m \| \| \| 423,3 \| Simiane \| 207 m \| \| \| 426,7 \| Bouc-Cabriès \| 225 m \| \| \| \| Tramway Bouches-de-Rhône (1903–1948) \| \| \| \| 430,2 \| Septèmes \| 209 m \| \| \| 430,4 \| Tunnel de Septèmes (189 m) \| Tunnel de Septèmes (189 m) \| \| \| 431,0 \| Tunnel des Patrons (149 m) \| Tunnel des Patrons (149 m) \| \| \| 431,8 \| Tunnel de Paragallo (48 m) \| Tunnel de Paragallo (48 m) \| \| \| 432,5 \| Galerie de la Redoute (32 m) \| Galerie de la Redoute (32 m) \| \| \| 433,5 \| A 7 (70 m) \| A 7 (70 m) \| \| \| 433,7 \| Canal de Marseille (48 m) \| Canal de Marseille (48 m) \| \| \| 434,1 \| Galerie de la Gavotte (96 m) \| Galerie de la Gavotte (96 m) \| \| \| \| \| \| \| \| 434,9 \| Marseille-Saint Antoine \| 146 m \| \| \| 435,1 \| A 7 \| A 7 \| \| \| 435,3 \| Viaduc des Aygalades (310 m) \| Viaduc des Aygalades (310 m) \| \| \| 435,5 \| Galerie de la Sappe (15 m) \| Galerie de la Sappe (15 m) \| \| \| 436,4 \| Les Aygalades-Accates \| 126 m \| \| \| 437,5 \| Saint-Joseph-le-Castellas \| 109 m \| \| \| 438,0 \| Galerie de Rossolin (31 m) \| Galerie de Rossolin (31 m) \| \| \| 439,4 \| Sainte-Marthe-en-Provence \| 82 m \| \| \| 440,4 \| Picon-Busserine \| 66 m \| \| \| \| ab hier elektrifiziert (1,5 kV =) \| \| \| \| 442,0859,8 \| Bahnstrecke Paris–Marseille von Paris Gare de Lyon \| Bahnstrecke Paris–Marseille von Paris Gare de Lyon \| \| \| 860,3 \| nach Marseille-Blancarde und Bahnstrecke Marseille–Ventimiglia \| nach Marseille-Blancarde und Bahnstrecke Marseille–Ventimiglia \| \| \| \| von Marseille-Joliette \| \| \| \| 862,1 \| Marseille-Saint-Charles \| 49 m \| |                                              |                                                                            |                                                                        |
| Bahnhof | 510,90,0                                     | Lyon-Perrache                                                              | 174 m                                                                  |
| Brücke | 0,3                                          | A7 (30 m)                                                                  | A7 (30 m)                                                              |
| Brücke über Wasserlauf | 0,4                                          | Rhone                                                                      | Rhone                                                                  |
| Bahnhof |                                              | Lyon-Jean Macé                                                             | 171 m                                                                  |
| Abzweig geradeaus und nach links |                                              | von Lyon Part-Dieu                                                         | von Lyon Part-Dieu                                                     |
| Dienststation / Betriebs- oder Güterbahnhof | 1,6                                          | Lyon-Guillotière                                                           | Lyon-Guillotière                                                       |
| Abzweig geradeaus und von links | 4,0                                          | Bahnstrecke Paris–Marseille                                                | Bahnstrecke Paris–Marseille                                            |
| ehemaliger Bahnhof | 7,3                                          | Vénissieux-Sud                                                             | Vénissieux-Sud                                                         |
| Bahnhof | 7,7                                          | Vénissieux-Voyageurs                                                       | 186 m                                                                  |
| Dienststation / Betriebs- oder Güterbahnhof | 9,7                                          | Vénissieux-Nord                                                            | Vénissieux-Nord                                                        |
| Bahnhof | 11,9                                         | Saint-Priest                                                               | 209 m                                                                  |
| Kreuzung mit U-Bahn geradeaus unten (Querstrecke außer Betrieb) |                                              | Tramways de l’Ouest du Dauphiné                                            | Tramways de l’Ouest du Dauphiné                                        |
| Brücke | 14,0                                         | A46                                                                        | A46                                                                    |
| Haltepunkt / Haltestelle | 17,9                                         | Chandieu-Toussieu                                                          | 242 m                                                                  |
| | 18,6                                         | Wechsel der Elektrifizierung: 1,5 kV = / 25 kV 50 Hz ~                     | Wechsel der Elektrifizierung: 1,5 kV = / 25 kV 50 Hz ~                 |
| Haltepunkt / Haltestelle | 21,8                                         | Heyrieux                                                                   | 273 m                                                                  |
| Abzweig geradeaus und von links | 24,7                                         | Bahnstrecke Combs-la-Ville–Saint-Louis (LGV) v. Paris Gare de Lyon         | Bahnstrecke Combs-la-Ville–Saint-Louis (LGV) v. Paris Gare de Lyon     |
| Abzweig geradeaus und nach rechts | 26,1                                         | Bahnstrecke Combs-la-Ville–Saint-Louis (LGV) nach Marseille-St-C.          | Bahnstrecke Combs-la-Ville–Saint-Louis (LGV) nach Marseille-St-C.      |
| Bahnhof | 26,2                                         | Saint-Quentin-Fallavier                                                    | 251 m                                                                  |
| Bahnhof | 30,4                                         | La Verpillière                                                             | 232 m                                                                  |
| ehemaliger Bahnhof | 33,6                                         | Vaulx-Milieu                                                               | 221 m                                                                  |
| Bahnhof | 36,3                                         | L’Isle-d’Abeau                                                             | 227 m                                                                  |
| ehemaliger Bahnhof | 37,8                                         | Saint-Alban-La Grive                                                       | 239 m                                                                  |
| Bahnhof | 41,7                                         | Bourgoin-Jallieu                                                           | 254 m                                                                  |
| ehemaliger Bahnhof | 48,1                                         | Sérézin-de-la-Tour                                                         | Sérézin-de-la-Tour                                                     |
| Strecke mit Straßenbrücke | 48,5                                         | A 48                                                                       | A 48                                                                   |
| Haltepunkt / Haltestelle | 50,6                                         | Cessieu                                                                    | 309 m                                                                  |
| Strecke mit Straßenbrücke | 55,6                                         | A 43                                                                       | A 43                                                                   |
| Bahnhof | 56,7                                         | La Tour-du-Pin                                                             | 339 m                                                                  |
| Bahnhof | 63,4                                         | Saint-André-le-Gaz                                                         | 409 m                                                                  |
| Abzweig geradeaus und nach links | 63,5                                         | Bahnstrecke Saint-André-le-Gaz–Chambéry nach Chambéry                      | Bahnstrecke Saint-André-le-Gaz–Chambéry nach Chambéry                  |
| Haltepunkt / Haltestelle | 71,5                                         | Virieu-sur-Bourbre                                                         | 406 m                                                                  |
| Haltepunkt / Haltestelle | 79,5                                         | Châbons                                                                    | 509 m                                                                  |
| Strecke mit Straßenbrücke | 80,3                                         | A 48                                                                       | A 48                                                                   |
| U-Bahn-Strecke von rechts und von halblinks |                                              | Chemins économiques du Nord (CEN) v. Vienne ü. Champier                    | Chemins économiques du Nord (CEN) v. Vienne ü. Champier                |
| U-Bahn-Bahnhof · Haltepunkt / Haltestelle | 84,6                                         | Le Grand-Lemps                                                             | 476 m                                                                  |
| U-Bahn-Strecke nach links und nach rechts |                                              | CEN nach Charavines und Voiron (1891–1933)                                 | CEN nach Charavines und Voiron (1891–1933)                             |
| Abzweig geradeaus und ehemals von rechts | 91,3                                         | Bahnstrecke Saint-Rambert-d’Albon–Rives v. St-Rambert-d’Albon              | Bahnstrecke Saint-Rambert-d’Albon–Rives v. St-Rambert-d’Albon          |
| ehemaliger Haltepunkt / Haltestelle | 92,5                                         | Beaucroissant                                                              | 429 m                                                                  |
| Bahnhof | 94,9                                         | Rives (Isère)                                                              | 411 m                                                                  |
| Brücke über Wasserlauf | 96,1                                         | Fure (263 m)                                                               | Fure (263 m)                                                           |
| Strecke mit Straßenbrücke | 96,4                                         | A 48                                                                       | A 48                                                                   |
| Tunnel | 98,5                                         | Tunnel du Château (81 m)                                                   | Tunnel du Château (81 m)                                               |
| Haltepunkt / Haltestelle | 99,2                                         | Réaumont-Saint-Cassien                                                     | Réaumont-Saint-Cassien                                                 |
| Tunnel | 103,1                                        | Tunnel de Criel (581 m)                                                    | Tunnel de Criel (581 m)                                                |
| Kreuzung mit U-Bahn geradeaus oben (Querstrecke außer Betrieb) |                                              | Bahnstrecke Quatre-Chemins–Voiron (CEN) von Vienne/Charavines              | Bahnstrecke Quatre-Chemins–Voiron (CEN) von Vienne/Charavines          |
| Bahnhof | 105,2                                        | Voiron                                                                     | 290 m                                                                  |
| Kreuzung mit U-Bahn geradeaus unten (Querstrecke außer Betrieb) |                                              | Bahnstrecke Voiron–Saint-Béron (VSB)                                       | Bahnstrecke Voiron–Saint-Béron (VSB)                                   |
| ehemaliger Bahnhof | 106,5                                        | Saint-Jean-de-Moirans                                                      | 243 m                                                                  |
| Strecke mit Straßenbrücke | 108,9                                        | A 48                                                                       | A 48                                                                   |
| Abzweig geradeaus und von rechts |                                              | Bahnstrecke Valence–Moirans von Valence                                    | Bahnstrecke Valence–Moirans von Valence                                |
| Bahnhof | 112,1                                        | Moirans                                                                    | 192 m                                                                  |
| Strecke mit Straßenbrücke | 116,1                                        | A 48                                                                       | A 48                                                                   |
| Tunnel | 116,7                                        | Tunnel de Voreppe (350 m)                                                  | Tunnel de Voreppe (350 m)                                              |
| Haltepunkt / Haltestelle | 117,4                                        | Voreppe                                                                    | 200 m                                                                  |
| ehemaliger Bahnhof | 118,0                                        | Les Chartreux                                                              | Les Chartreux                                                          |
| Bahnhof | 124,3                                        | Saint-Égrève-Saint-Robert                                                  | 202 m                                                                  |
| Strecke mit Straßenbrücke | 128,8                                        | Buisserate-Brücke (A 48)                                                   | Buisserate-Brücke (A 48)                                               |
| Brücke über Wasserlauf | 128,9                                        | Brücke Pique-Pierre (Isère, 125 m)                                         | Brücke Pique-Pierre (Isère, 125 m)                                     |
| Bahnhof | 130,5                                        | Grenoble                                                                   | 212 m                                                                  |
| Kreuzung mit U-Bahn geradeaus oben (Querstrecke außer Betrieb) | ~130,7                                       | Tramway Grenoble–Villard-de-Lans                                           | Tramway Grenoble–Villard-de-Lans                                       |
| Brücke | 131,1                                        | Estacade (Hochbahn, 462 m)                                                 | Estacade (Hochbahn, 462 m)                                             |
| Abzweig geradeaus und ehemals nach links | 131,6                                        | Bahnstrecke Grenoble–Montmélian (Alte Trasse)                              | Bahnstrecke Grenoble–Montmélian (Alte Trasse)                          |
| Abzweig geradeaus und nach links | 133,7                                        | Bahnstrecke Grenoble–Montmélian (Neue Trasse) nach Montmélian              | Bahnstrecke Grenoble–Montmélian (Neue Trasse) nach Montmélian          |
| |                                              | Ende der Elektrifizierung (25 kV 50 Hz ~)                                  |                                                                        |
| Haltepunkt / Haltestelle | 136,9                                        | Pont-de-Claix l’Étoile zur Straßenbahn Grenoble                            | Pont-de-Claix l’Étoile zur Straßenbahn Grenoble                        |
| Dienststelle, ehemals Bahnhof | 138,1                                        | Pont-de-Claix                                                              | 245 m                                                                  |
| Tunnel | 142,3                                        | Tunnel du Saut-du-Moine (101 m)                                            | Tunnel du Saut-du-Moine (101 m)                                        |
| U-Bahn-Kopfbahnhof Streckenanfang · Bahnhof | 144,0                                        | Jarrie-Vizille                                                             | 270 m                                                                  |
| U-Bahn-Strecke nach links (außer Betrieb) · Kreuzung geradeaus oben | ~144,8                                       | Bahnstrecke Jarrie–Bourg d’Oisans (VFD) n. Bourg d’Oisans                  | Bahnstrecke Jarrie–Bourg d’Oisans (VFD) n. Bourg d’Oisans              |
| Abzweig geradeaus und ehemals nach links |                                              | nach Vizille-Terrasse                                                      | nach Vizille-Terrasse                                                  |
| Brücke über Wasserlauf | 144,2                                        | Romanche (60 m)                                                            | Romanche (60 m)                                                        |
| Strecke · U-Bahn-Strecke von links (außer Betrieb) |                                              | Chemin de fer de La Mure                                                   | Chemin de fer de La Mure                                               |
| Bahnhof · U-Bahn-Kopfbahnhof Streckenende | 149,7                                        | Saint-Georges-de-Commiers                                                  | 316 m                                                                  |
| Brücke über Wasserlauf | 150,3                                        | Drac (121 m)                                                               | Drac (121 m)                                                           |
| Tunnel | 150,4                                        | Tunnel du Drac (51 m)                                                      | Tunnel du Drac (51 m)                                                  |
| Bahnhof | 151,1                                        | Vif                                                                        | 320 m                                                                  |
| Strecke mit Straßenbrücke | 151,2                                        | A 51                                                                       | A 51                                                                   |
| Tunnel | 151,3                                        | Tunnel de Rivoire (120 m)                                                  | Tunnel de Rivoire (120 m)                                              |
| Brücke über Wasserlauf | 153,2                                        | Viaduc Crozet-de-Vif (277 m)                                               | Viaduc Crozet-de-Vif (277 m)                                           |
| Strecke mit Straßenbrücke | 153,5                                        | A51                                                                        | A51                                                                    |
| Tunnel | 156,8                                        | Tunnel du Grand-Brion (1176 m)                                             | Tunnel du Grand-Brion (1176 m)                                         |
| Brücke über Wasserlauf | 160,4                                        | Viaduc de la Merlière (115 m)                                              | Viaduc de la Merlière (115 m)                                          |
| ehemaliger Bahnhof | 163,7                                        | Saint-Martin-de-la-Cluze                                                   | 622 m                                                                  |
| Tunnel | 166,0                                        | Tunnel des Cadorats (150 m)                                                | Tunnel des Cadorats (150 m)                                            |
| Tunnel | 168,2+168,4                                  | Tunnel de la Motte (2×) (106+152 m)                                        | Tunnel de la Motte (2×) (106+152 m)                                    |
| Tunnel | 169,1                                        | Tunnel de Vières (93 m)                                                    | Tunnel de Vières (93 m)                                                |
| Bahnhof | 173,0                                        | Monestier-de-Clermont                                                      | 847 m                                                                  |
| Tunnel | 173,3                                        | Tunnel du Fau (603 m)                                                      | Tunnel du Fau (603 m)                                                  |
| ehemaliger Haltepunkt / Haltestelle | 178,5                                        | Saint-Michel-les-Portes (Alter Bahnhof)                                    | 819 m                                                                  |
| Tunnel | 179,5                                        | Tunnel de Renaudy (203 m)                                                  | Tunnel de Renaudy (203 m)                                              |
| Tunnel | 179,8                                        | Tunnel de Côte-Rouge (98 m)                                                | Tunnel de Côte-Rouge (98 m)                                            |
| Brücke | 180,1                                        | Viaduc des Portes (131 m)                                                  | Viaduc des Portes (131 m)                                              |
| ehemaliger Haltepunkt / Haltestelle | 180,6                                        | Saint-Michel-les-Portes                                                    | 801 m                                                                  |
| ehemaliger Tunnel | 180,7                                        | Alter Tunnel Terrasses (aufgehoben) (62 m)                                 | Alter Tunnel Terrasses (aufgehoben) (62 m)                             |
| Tunnel | 180,9                                        | Tunnel de la Sorbière (148 m)                                              | Tunnel de la Sorbière (148 m)                                          |
| Tunnel | 181,2                                        | Tunnel de Rouzine (107 m)                                                  | Tunnel de Rouzine (107 m)                                              |
| Brücke | 181,5                                        | Viaduc de Saint-Michel (163 m)                                             | Viaduc de Saint-Michel (163 m)                                         |
| Tunnel | 181,6                                        | Tunnel de Thoranne (179 m)                                                 | Tunnel de Thoranne (179 m)                                             |
| Tunnel | 185,0                                        | Tunnel de Chauplanon (106 m)                                               | Tunnel de Chauplanon (106 m)                                           |
| Brücke über Wasserlauf | 185,2                                        | Viaduc de Chalabaud (68 m)                                                 | Viaduc de Chalabaud (68 m)                                             |
| Brücke | 186,0                                        | Viaduc des Riperts (144 m)                                                 | Viaduc des Riperts (144 m)                                             |
| Brücke über Wasserlauf | 186,6                                        | Viaduc de l'Orbanne (199 m)                                                | Viaduc de l'Orbanne (199 m)                                            |
| Tunnel | 186,7                                        | Tunnel de Clelles (628 m)                                                  | Tunnel de Clelles (628 m)                                              |
| Bahnhof | 187,5                                        | Clelles-Mens                                                               | 831 m                                                                  |
| Brücke über Wasserlauf | 190,4                                        | Viaduc de Merdary (100 m)                                                  | Viaduc de Merdary (100 m)                                              |
| ehemaliger Bahnhof | 192,4                                        | Percy                                                                      | 867 m                                                                  |
| Brücke | 193,5                                        | Viaduc de Chabulière (44 m)                                                | Viaduc de Chabulière (44 m)                                            |
| Brücke über Wasserlauf | 194,4                                        | Viaduc de Casseyres (181 m)                                                | Viaduc de Casseyres (181 m)                                            |
| Tunnel | 196,8                                        | Tunnel de la Renardière (200 m)                                            | Tunnel de la Renardière (200 m)                                        |
| ehemaliger Bahnhof | 197,6                                        | Saint-Maurice-en-Trièves                                                   | 981 m                                                                  |
| Tunnel | 198,6                                        | Tunnel de Saint-Maurice (291 m)                                            | Tunnel de Saint-Maurice (291 m)                                        |
| Brücke über Wasserlauf | 199,7                                        | Viaduc de Bonson (100 m)                                                   | Viaduc de Bonson (100 m)                                               |
| Tunnel | 199,8                                        | Tunnel de Larchat (141 m)                                                  | Tunnel de Larchat (141 m)                                              |
| Tunnel | 200,4                                        | Tunnel de Pré-Fury (75 m)                                                  | Tunnel de Pré-Fury (75 m)                                              |
| Tunnel | 201,3                                        | Tunnel de Lalley (45 m)                                                    | Tunnel de Lalley (45 m)                                                |
| Brücke über Wasserlauf | 201,4                                        | Viaduc de Lalley (10 m)                                                    | Viaduc de Lalley (10 m)                                                |
| Brücke über Wasserlauf | 201,6                                        | Viaduc des Combes (52 m)                                                   | Viaduc des Combes (52 m)                                               |
| Tunnel | 202,4                                        | Tunnel de Deveys (87 m)                                                    | Tunnel de Deveys (87 m)                                                |
| Tunnel | 203,2                                        | Tunnel de Deviras (67 m)                                                   | Tunnel de Deviras (67 m)                                               |
| Tunnel | 203,7                                        | Tunnel du Bois-Noir (709 m)                                                | Tunnel du Bois-Noir (709 m)                                            |
| Tunnel | 204,5                                        | Tunnel de la Croix-Haute (136 m)                                           | Tunnel de la Croix-Haute (136 m)                                       |
| ehemaliger Bahnhof | 205,2                                        | Col de la Croix-Haute-Lalley                                               | 1165 m                                                                 |
| Kulminations-/Scheitelpunkt | 205,3                                        | Scheitelpunkt                                                              | Scheitelpunkt                                                          |
| Brücke über Wasserlauf | 209,7                                        | Viaduc des Fauries (159 m)                                                 | Viaduc des Fauries (159 m)                                             |
| Haltepunkt / Haltestelle | 211,8                                        | Lus-la-Croix-Haute                                                         | 1014 m                                                                 |
| Brücke über Wasserlauf | 216,1                                        | Buëch (24 m)                                                               | Buëch (24 m)                                                           |
| ehemaliger Bahnhof | 218,7                                        | Saint-Julien-en-Beauchêne                                                  | 922 m                                                                  |
| Brücke über Wasserlauf | 218,9+222,5                                  | Buëch (2×) (43+32 m)                                                       | Buëch (2×) (43+32 m)                                                   |
| ehemaliger Bahnhof | 225,2                                        | La Faurie-Montbrand                                                        | 841 m                                                                  |
| Tunnel | 228,0                                        | Galerie des Traverses (60 m)                                               | Galerie des Traverses (60 m)                                           |
| Tunnel | 228,3                                        | Tunnel des Agnielles (203 m)                                               | Tunnel des Agnielles (203 m)                                           |
| Brücke über Wasserlauf | 229,0                                        | Buëch (44 m)                                                               | Buëch (44 m)                                                           |
| Abzweig geradeaus und von rechts |                                              | Bahnstrecke Livron–Aspres-sur-Buëch von Livron                             | Bahnstrecke Livron–Aspres-sur-Buëch von Livron                         |
| Bahnhof | 233,4                                        | Aspres-sur-Buëch Keilbahnhof                                               | 761 m                                                                  |
| Brücke über Wasserlauf | 233,9                                        | Buëch (80 m)                                                               | Buëch (80 m)                                                           |
| Tunnel | 234,9                                        | Tunnel du Pignon (205 m)                                                   | Tunnel du Pignon (205 m)                                               |
| | 236,0244,1                                   | Abzw. Poteau-Saint-Luc                                                     | Abzw. Poteau-Saint-Luc                                                 |
| Strecke · Bahnhof | 240,0                                        | Veynes-Dévoluy                                                             | 814 m                                                                  |
| Verschwenkung nach links · Strecke nach links |                                              | Bahnstrecke Veynes–Briançon nach Briançon                                  | Bahnstrecke Veynes–Briançon nach Briançon                              |
| ehemaliger Haltepunkt / Haltestelle | 247,8                                        | Chabestan                                                                  | 735 m                                                                  |
| Brücke über Wasserlauf | 252,9                                        | Pont de la Barque (Petit Buëch, 34 m)                                      | Pont de la Barque (Petit Buëch, 34 m)                                  |
| Tunnel | 253,6                                        | Tunnel de la Fontaine (48 m)                                               | Tunnel de la Fontaine (48 m)                                           |
| Tunnel | 254,7                                        | Tunnel de Serres (270 m)                                                   | Tunnel de Serres (270 m)                                               |
| Bahnhof | 256,1                                        | Serres 671 m                                                               | Serres 671 m                                                           |
| ehemaliger Haltepunkt / Haltestelle | 260,8                                        | Montrond                                                                   | 631 m                                                                  |
| Tunnel | 261,7                                        | Tunnel de Montrond (167 m)                                                 | Tunnel de Montrond (167 m)                                             |
| ehemaliger Haltepunkt / Haltestelle | 266,3                                        | Eyguians-Orpierre                                                          | 603 m                                                                  |
| Bahnhof | 271,6                                        | Laragne                                                                    | 573 m                                                                  |
| Brücke über Wasserlauf | 272,2                                        | Pont sur la Véragne (29 m)                                                 | Pont sur la Véragne (29 m)                                             |
| Dienststation / Betriebs- oder Güterbahnhof | 278,6                                        | Mison                                                                      | 597 m                                                                  |
| Brücke über Wasserlauf | 280,8                                        | Canal EDF (41 m)                                                           | Canal EDF (41 m)                                                       |
| Brücke über Wasserlauf | 289,1                                        | Viaduc de Sisteron (Buëch) (208 m)                                         | Viaduc de Sisteron (Buëch) (208 m)                                     |
| Tunnel | 289,2                                        | Tunnel de Sisteron (847 m)                                                 | Tunnel de Sisteron (847 m)                                             |
| Bahnhof | 290,6                                        | Sisteron                                                                   | 482 m                                                                  |
| Brücke über Wasserlauf | 293,7                                        | Jabron (105 m)                                                             | Jabron (105 m)                                                         |
| ehemaliger Bahnhof | 296,6                                        | Peipin                                                                     | 455 m                                                                  |
| Strecke mit Straßenbrücke | 298,3                                        | A51                                                                        | A51                                                                    |
| ehemaliger Haltepunkt / Haltestelle | 302,2                                        | Château-Arnoux-Volonne                                                     | 440 m                                                                  |
| Abzweig geradeaus und ehemals von links |                                              | Bahnstrecke Saint-Auban–Digne von Digne-les-Bains                          | Bahnstrecke Saint-Auban–Digne von Digne-les-Bains                      |
| Bahnhof | 306,9                                        | Château-Arnoux-Saint-Auban                                                 | 428 m                                                                  |
| Strecke mit Straßenbrücke | 310,0                                        | A51                                                                        | A51                                                                    |
| Brücke | 311,0                                        | Pont du Mardaric (40 m)                                                    | Pont du Mardaric (40 m)                                                |
| ehemaliger Bahnhof | 312,2                                        | Peyruis-Les Mées                                                           | 401 m                                                                  |
| ehemaliger Haltepunkt / Haltestelle | 315,0                                        | Ganagobie                                                                  | 385 m                                                                  |
| ehemaliger Haltepunkt / Haltestelle | 319,9                                        | Lurs                                                                       | 372 m                                                                  |
| Strecke mit Straßenbrücke | 321,0+324,2                                  | A 51 (2×)                                                                  | A 51 (2×)                                                              |
| Brücke über Wasserlauf | 325,0                                        | Canal de la Brillanne (25 m)                                               | Canal de la Brillanne (25 m)                                           |
| Bahnhof | 325,4                                        | La Brillanne – Oraison                                                     | 349 m                                                                  |
| Brücke über Wasserlauf | 327,0                                        | Lauzon (25 m)                                                              | Lauzon (25 m)                                                          |
| Brücke über Wasserlauf | 327,7                                        | Canal EDF (verrohrt) (48 m)                                                | Canal EDF (verrohrt) (48 m)                                            |
| ehemaliger Haltepunkt / Haltestelle | 330,0                                        | Villeneuve                                                                 | 334 m                                                                  |
| Brücke über Wasserlauf | 332,2                                        | Largue (27 m)                                                              | Largue (27 m)                                                          |
| Abzweig geradeaus und ehemals von rechts |                                              | Bahnstrecke Forcalquier–Volx von Forcalquier                               | Bahnstrecke Forcalquier–Volx von Forcalquier                           |
| ehemaliger Bahnhof | 332,9                                        | Volx                                                                       | 335 m                                                                  |
| Tunnel bzw. Unterführung unter Wasserlauf | 335,3                                        | Galerie de Saint-Clément (Canal EDF) (88 m)                                | Galerie de Saint-Clément (Canal EDF) (88 m)                            |
| Bahnhof | 339,9                                        | Manosque-Gréoux-les-Bains                                                  | 329 m                                                                  |
| Brücke über Wasserlauf | 341,8                                        | Canal EDF (58 m)                                                           | Canal EDF (58 m)                                                       |
| Brücke über Wasserlauf | 344,3                                        | Canal de décharge EDF (2×) (33 + 40 m)                                     | Canal de décharge EDF (2×) (33 + 40 m)                                 |
| | 344,8                                        | Sainte-Tulle                                                               | 288 m                                                                  |
| ehemaliger Haltepunkt / Haltestelle | 348,5                                        | Corbières                                                                  | 272 m                                                                  |
| Tunnel | 355,1                                        | Tunnel de Saint-Eucher (534 m)                                             | Tunnel de Saint-Eucher (534 m)                                         |
| Dienststation / Betriebs- oder Güterbahnhof | 359,9                                        | Mirabeau                                                                   | 239 m                                                                  |
| Tunnel | 360,3                                        | Tunnel de Mirabeau (285 m)                                                 | Tunnel de Mirabeau (285 m)                                             |
| |                                              |                                                                            |                                                                        |
| Bahnhof quer · Abzweig geradeaus, nach rechts und von rechts | 371,8379,8                                   | Pertuis Bf und Abzw zur Bahnstrecke Cheval-Blanc–Pertuis nach Cheval-Blanc | 195 m                                                                  |
| |                                              |                                                                            |                                                                        |
| |                                              |                                                                            |                                                                        |
| Brücke über Wasserlauf | 379,9                                        | Durance (321 m)                                                            | Durance (321 m)                                                        |
| Strecke mit Straßenbrücke | 380,2                                        | A 51 (28 m)                                                                | A 51 (28 m)                                                            |
| Strecke · U-Bahn-Strecke von links |                                              | Bahnstrecke Meyrargues–Nizza nach Nizza-Ville (Meterspur)                  | Bahnstrecke Meyrargues–Nizza nach Nizza-Ville (Meterspur)              |
| Bahnhof · U-Bahn-Kopfbahnhof Streckenende · Kopfbahnhof Streckenanfang | 382,0                                        | Meyrargues                                                                 | 207 m                                                                  |
| |                                              |                                                                            |                                                                        |
| Strecke quer · Strecke nach rechts | 382,9                                        | Bahnstrecke Eyguières–Meyrargues (BdR) nach Arles                          | Bahnstrecke Eyguières–Meyrargues (BdR) nach Arles                      |
| Brücke über Wasserlauf | 384,2                                        | Canal EDF (45 m)                                                           | Canal EDF (45 m)                                                       |
| Tunnel | 385,2                                        | Tunnel de la Barraque (370 m)                                              | Tunnel de la Barraque (370 m)                                          |
| ehemaliger Haltepunkt / Haltestelle |                                              | Reclavier                                                                  | 248 m                                                                  |
| Strecke mit Straßenbrücke | 393,5                                        | A 51                                                                       | A 51                                                                   |
| ehemaliger Bahnhof | 393,9                                        | Venelles-Les Logissons                                                     | 326 m                                                                  |
| ehemaliger Haltepunkt / Haltestelle |                                              | Puyricard                                                                  | 298 m                                                                  |
| |                                              |                                                                            |                                                                        |
| Abzweig geradeaus und ehemals von rechts |                                              | Bahnstrecke Salon-de-Provence–La Calade-Éguilles von Salon-de-Provence     | Bahnstrecke Salon-de-Provence–La Calade-Éguilles von Salon-de-Provence |
| |                                              |                                                                            |                                                                        |
| ehemaliger Bahnhof | 400,6                                        | La Calade-Éguilles                                                         | 272 m                                                                  |
| Tunnel | 401,1                                        | Tunnel des Figons (790 m)                                                  | Tunnel des Figons (790 m)                                              |
| ehemaliger Haltepunkt / Haltestelle |                                              | Pey-Blanc                                                                  | 236 m                                                                  |
| Abzweig geradeaus und von rechts | 407,7                                        | Bahnstrecke Rognac–Aix-en-Provence von Rognac                              | Bahnstrecke Rognac–Aix-en-Provence von Rognac                          |
| Tunnel | 407,5+407,7                                  | Couverture urbaine (2×) (85+262 m)                                         | Couverture urbaine (2×) (85+262 m)                                     |
| U-Bahn-Kopfbahnhof Streckenanfang · Bahnhof | 408,3                                        | Aix-en-Provence                                                            | 177 m                                                                  |
| Strecke mit Straßenbrücke |                                              | Viadukt A 8                                                                | Viadukt A 8                                                            |
| Brücke über Wasserlauf | 409,8                                        | Arc (547 m)                                                                | Arc (547 m)                                                            |
| Tunnel | 411,3                                        | Tunnel des Dés (263 m)                                                     | Tunnel des Dés (263 m)                                                 |
| Tunnel | 413,8                                        | Tunnel du Logis Neuf (40 m)                                                | Tunnel du Logis Neuf (40 m)                                            |
| Haltepunkt / Haltestelle | 414,9                                        | Luynes                                                                     | 169 m                                                                  |
| Tunnel | 416,3                                        | Galerie des Quatre-Tours (129 m)                                           | Galerie des Quatre-Tours (129 m)                                       |
| Abzweig geradeaus und von links |                                              | Bahnstrecke Carnoules–Gardanne von Carnoules                               | Bahnstrecke Carnoules–Gardanne von Carnoules                           |
| Bahnhof | 419,4                                        | Gardanne                                                                   | 205 m                                                                  |
| Bahnhof | 423,3                                        | Simiane                                                                    | 207 m                                                                  |
| ehemaliger Bahnhof | 426,7                                        | Bouc-Cabriès                                                               | 225 m                                                                  |
| U-Bahn-Strecke nach links (außer Betrieb) · Kreuzung · U-Bahn-Strecke von rechts (außer Betrieb) |                                              | Tramway Bouches-de-Rhône (1903–1948)                                       | Tramway Bouches-de-Rhône (1903–1948)                                   |
| Haltepunkt / Haltestelle · U-Bahn-Haltepunkt / Haltestelle | 430,2                                        | Septèmes                                                                   | 209 m                                                                  |
| Tunnel | 430,4                                        | Tunnel de Septèmes (189 m)                                                 | Tunnel de Septèmes (189 m)                                             |
| Tunnel | 431,0                                        | Tunnel des Patrons (149 m)                                                 | Tunnel des Patrons (149 m)                                             |
| Tunnel | 431,8                                        | Tunnel de Paragallo (48 m)                                                 | Tunnel de Paragallo (48 m)                                             |
| Tunnel | 432,5                                        | Galerie de la Redoute (32 m)                                               | Galerie de la Redoute (32 m)                                           |
| Strecke mit Straßenbrücke | 433,5                                        | A 7 (70 m)                                                                 | A 7 (70 m)                                                             |
| Brücke über Wasserlauf | 433,7                                        | Canal de Marseille (48 m)                                                  | Canal de Marseille (48 m)                                              |
| Tunnel | 434,1                                        | Galerie de la Gavotte (96 m)                                               | Galerie de la Gavotte (96 m)                                           |
| U-Bahn-Strecke von links (außer Betrieb) · Kreuzung geradeaus oben · U-Bahn-Strecke nach rechts (außer Betrieb) |                                              |                                                                            |                                                                        |
| U-Bahn-Haltepunkt / Haltestelle · Haltepunkt / Haltestelle, ehemals Bahnhof | 434,9                                        | Marseille-Saint Antoine                                                    | 146 m                                                                  |
| Strecke mit Straßenbrücke | 435,1                                        | A 7                                                                        | A 7                                                                    |
| Brücke über Wasserlauf | 435,3                                        | Viaduc des Aygalades (310 m)                                               | Viaduc des Aygalades (310 m)                                           |
| Tunnel | 435,5                                        | Galerie de la Sappe (15 m)                                                 | Galerie de la Sappe (15 m)                                             |
| ehemaliger Bahnhof | 436,4                                        | Les Aygalades-Accates                                                      | 126 m                                                                  |
| Haltepunkt / Haltestelle | 437,5                                        | Saint-Joseph-le-Castellas                                                  | 109 m                                                                  |
| Tunnel | 438,0                                        | Galerie de Rossolin (31 m)                                                 | Galerie de Rossolin (31 m)                                             |
| Bahnhof | 439,4                                        | Sainte-Marthe-en-Provence                                                  | 82 m                                                                   |
| Haltepunkt / Haltestelle | 440,4                                        | Picon-Busserine                                                            | 66 m                                                                   |
| |                                              | ab hier elektrifiziert (1,5 kV =)                                          |                                                                        |
| Abzweig geradeaus und von rechts | 442,0859,8                                   | Bahnstrecke Paris–Marseille von Paris Gare de Lyon                         | Bahnstrecke Paris–Marseille von Paris Gare de Lyon                     |
| Abzweig geradeaus, nach links und von links | 860,3                                        | nach Marseille-Blancarde und Bahnstrecke Marseille–Ventimiglia             | nach Marseille-Blancarde und Bahnstrecke Marseille–Ventimiglia         |
| Abzweig geradeaus und von rechts |                                              | von Marseille-Joliette                                                     | von Marseille-Joliette                                                 |
| U-Bahn-Kopfbahnhof Streckenende · Kopfbahnhof Streckenende | 862,1                                        | Marseille-Saint-Charles                                                    | 49 m                                                                   |

Die Bahnstrecke Lyon–Marseille ist eine normalspurige, teils zweigleisige, 444 Kilometer lange Eisenbahnstrecke im Süden von Frankreich. Sie wird unterschiedlich stark frequentiert, ist mit vier unterschiedlichen Signalsystemen ausgestattet, nur im nördlichen Teil mit zwei unterschiedlichen Stromsystemen elektrifiziert und wird von mehreren Verkehrsträgern benutzt. Eigentümer der Strecke ist die SNCF.
Die Strecke ist teils sehr gewunden und führt an der Grenze zwischen Dauphiné-Alpen und Dauphiné-Voralpen am Übergang der beiden Départements Isère und Drôme bis auf eine Höhe von 1167 Metern. Sie besitzt entsprechend viele Kunstbauwerke. Der längste Tunnel, der  Tunnel du Grand-Brion, ist 1175 Meter lang. Zwischen Grenoble und Sisteron verläuft sie weitgehend parallel zur ehemaligen N75, heute D1075.

## Geschichte

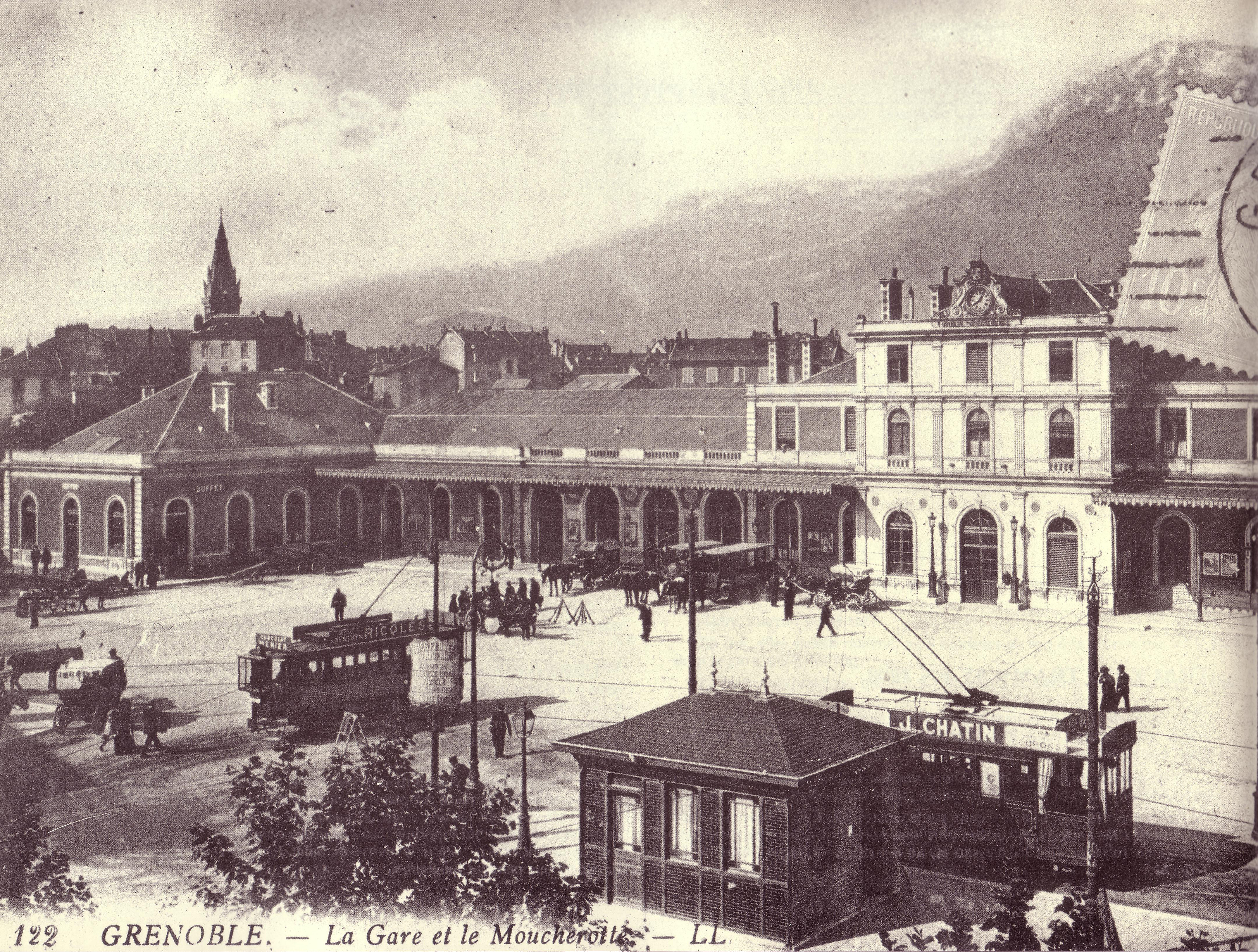
Empfangsgebäude des Bahnhofs Grenoble (1901)

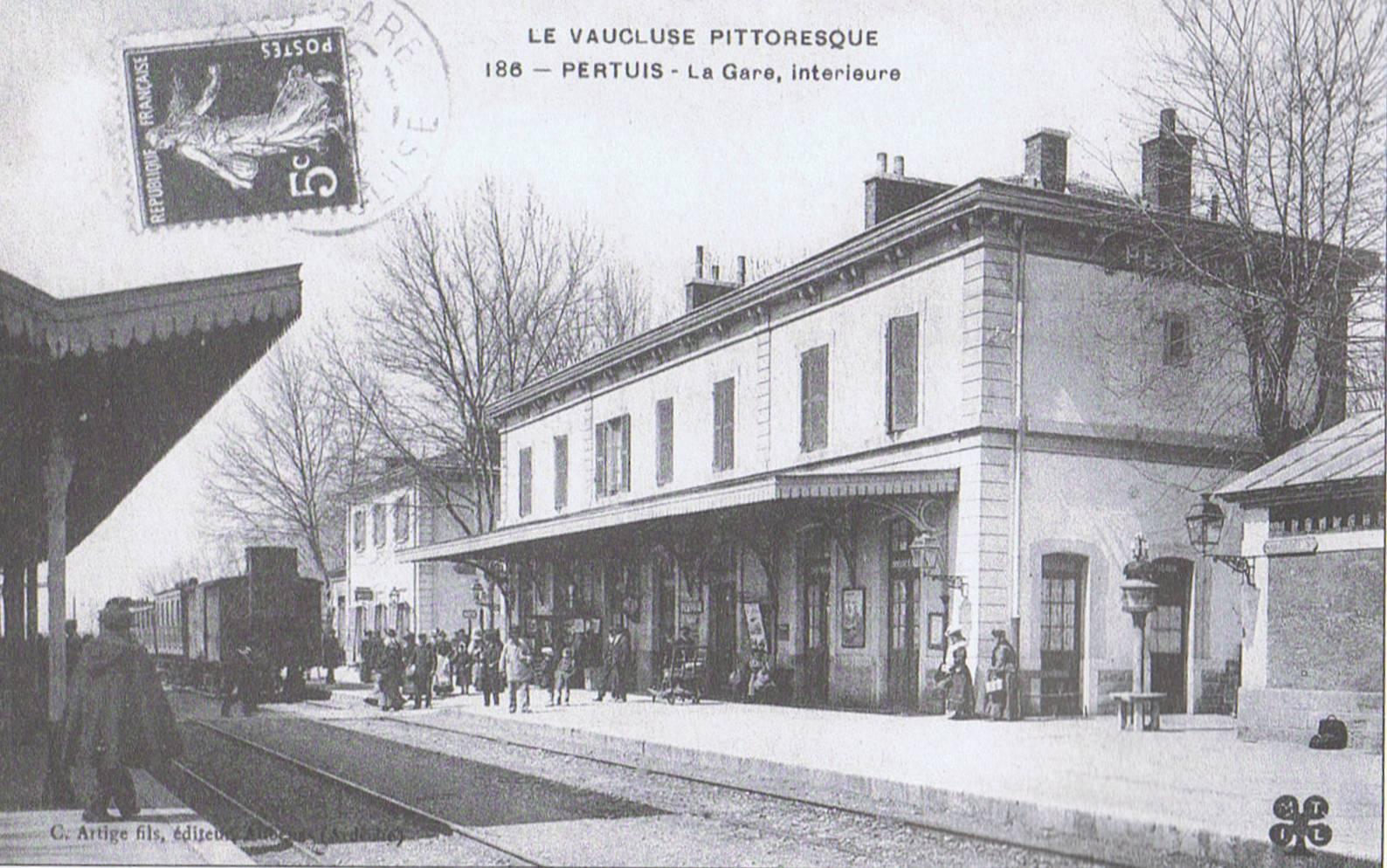
Bahnhof Pertuis (1928)

Eine erste Konzessionierung für eine Teilstrecke erfolgte für die Compagnie du chemin de fer de Lyon à Avignon, die am 2. Januar 1847 eigens dazu gegründet worden war, am 10. Juni 1846. Zuvor war per Gesetz vom 16. Juli 1845 der Bau einer Eisenbahnlinie von Lyon nach Avignon mit Abzweigung nach Grenoble genehmigt worden. Die Konzession sollte 50 Jahre betragen. Details zur Streckenführung erscheinen heute unwichtig, doch sie zeigen, welche Schwierigkeiten in den Anfangsjahren des Eisenbahnbaus vorherrschten. Erwogen wurde eine Direktverbindung zwischen Lyon und Grenoble über La Tour-du-Pin, eine Verbindung von Lyon südlich nach Valence mit einer Stichstrecke nach Grenoble oder eine Gabelung bei Saint-Rambert-d’Albon, die eine Streckenreduzierung um 93 km bedeutet hätte. Diese letztgenannte Strecke wurde begonnen, aber nicht zur Hälfte vollendet.
Das Unternehmen war der Hausse, ausgelöst durch extensive Eisenbahnbauprojekte, nicht gewachsen. Schon in der zweiten Jahreshälfte 1852 wurde es von dem Wettbewerber Compagnie du chemin de fer de Lyon à la Méditerranée übernommen.
Im Januar 1855 wurde die Strecke erneut ausgeschrieben und an die Gesellschaft Compagnie des chemins de fer du Dauphiné vergeben, die im Februar 1854 gegründet worden war und im Dezember 1857 in der PLM aufging. Zum 1. Juli 1858 konnte mit dem letzten 39 km langen Teilstück von Rives bis Grenoble die Gesamtstrecke von Lyon in Betrieb genommen werden.
Auf dem Weg von Lyon nach Grenoble missfiel der Umweg über St. Rambert und es wurde eine Direktverbindung in südöstlicher Richtung projektiert. Sie verlief, wie in einem der Alternativvorschläge geplant, über La Tour-du-Pin und konnte bis Weihnachten 1860 fertiggestellt und eröffnet werden.
Ab 1857 gab es von Süden her erste Verbindungen von Avignon beziehungsweise Aix-en-Provence in Richtung Gap. In vielen kleinen Schritten folgten Teilstreckeneröffnungen und Stichbahnverbindungen, bis schließlich am 15. Oktober 1877 die Gesamtstrecke über Sisteron und Pertuis eröffnet werden konnte. Das Verbindungsgleis, um den Bahnhof Pertuis zu umgehen, wurde erst 1950 gelegt.

## Streckenbeschreibung
Die Bahnstrecke ist von Lyon kommend im ersten Abschnitt bis zum Abzweig Montmelian (km 133,7) zweigleisig, dann über mehr als 100 km bis zum Trennungsbahnhof Aspres-sur-Buëch eingleisig. Bis Veynes-Dévoluy, wo die Strecke nach Briançon abzweigt, ist sie für wenige Kilometer zweigleisig, dann bis St. Antoine wieder für annähernd 200 km eingleisig mit wenigen Begegnungsmöglichkeiten. Insbesondere dieser Streckenabschnitt ist wegen des bergigen Streckenprofils mit vielen Kunstbauwerken versehen, mit bis zu 25 ‰ Steigung.

### Streckenverlauf

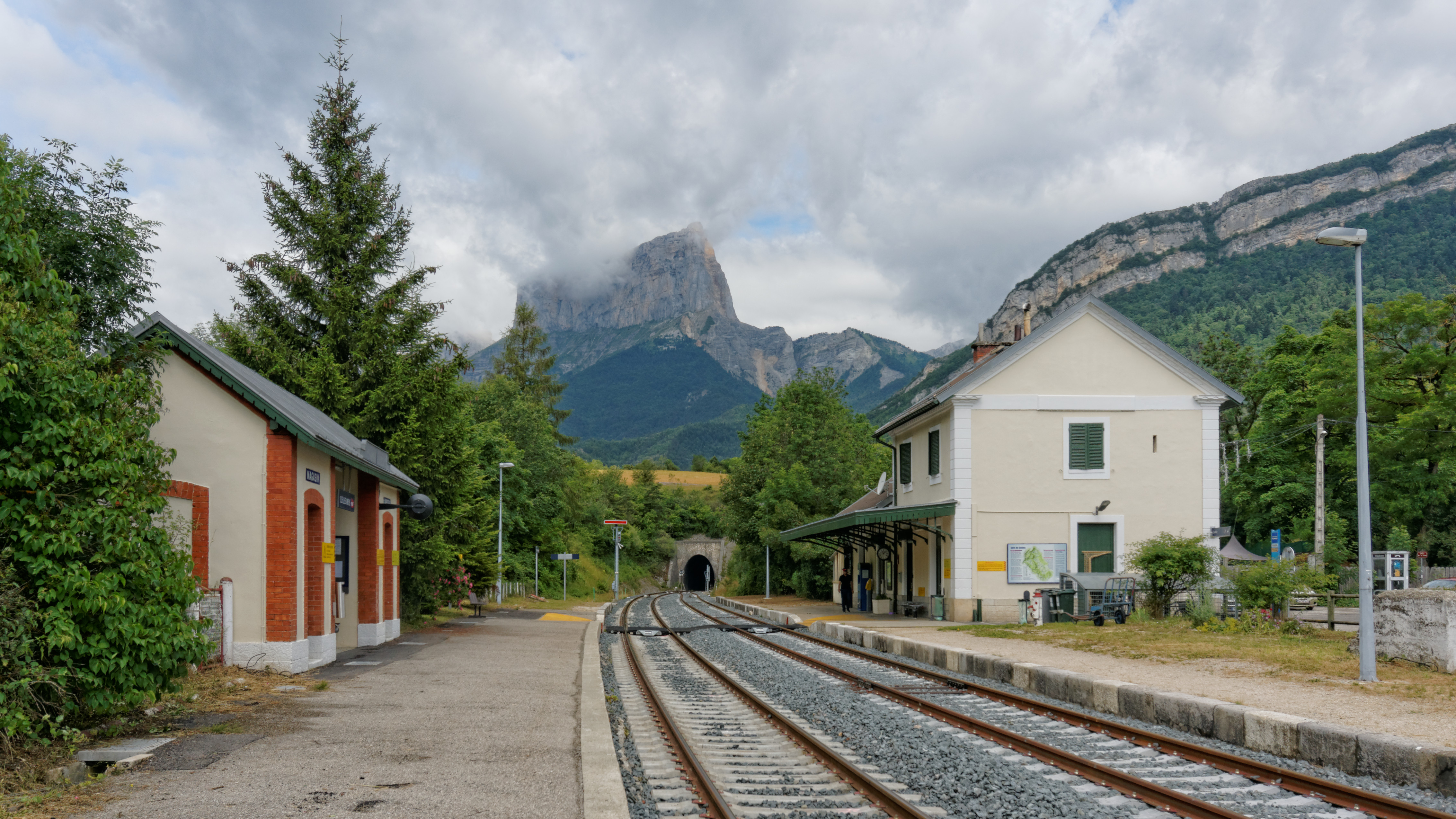
Bahnhof Clelles-Mens, im Hintergrund der Tunnel de Clelles

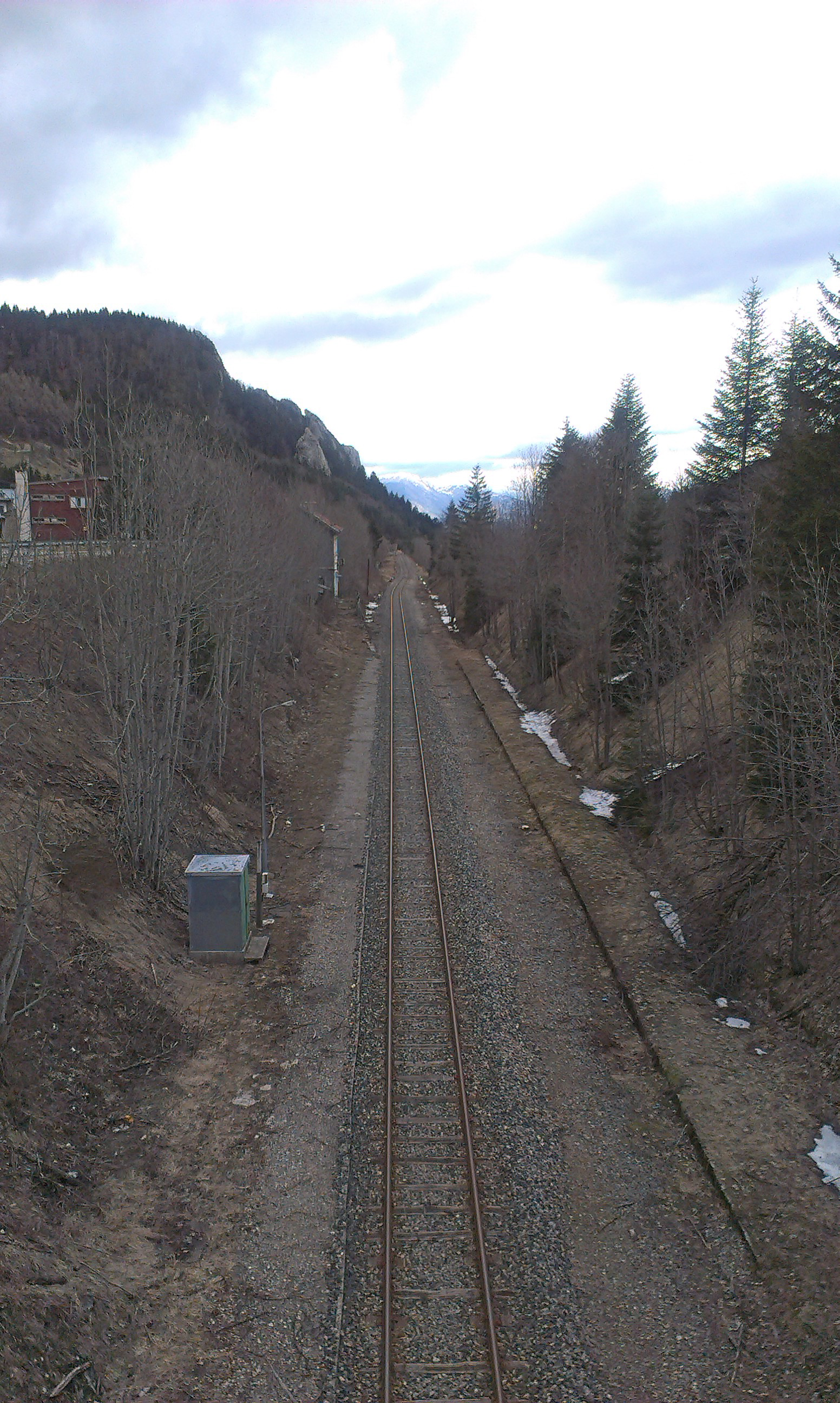
Strecke am Col de la Croix-Haute

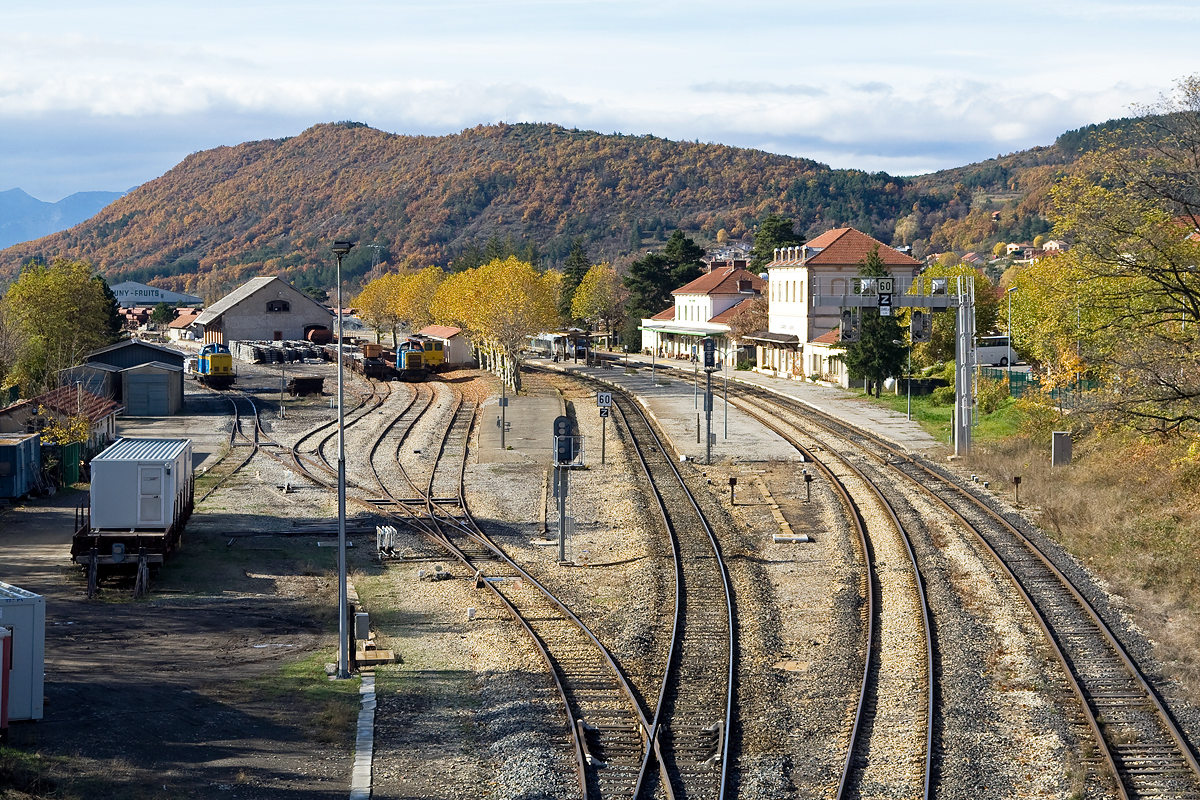
Bahnhof Veynes-Dévoluy mit Bauzuglokomotiven der DB-Baureihe V 100 (2008)

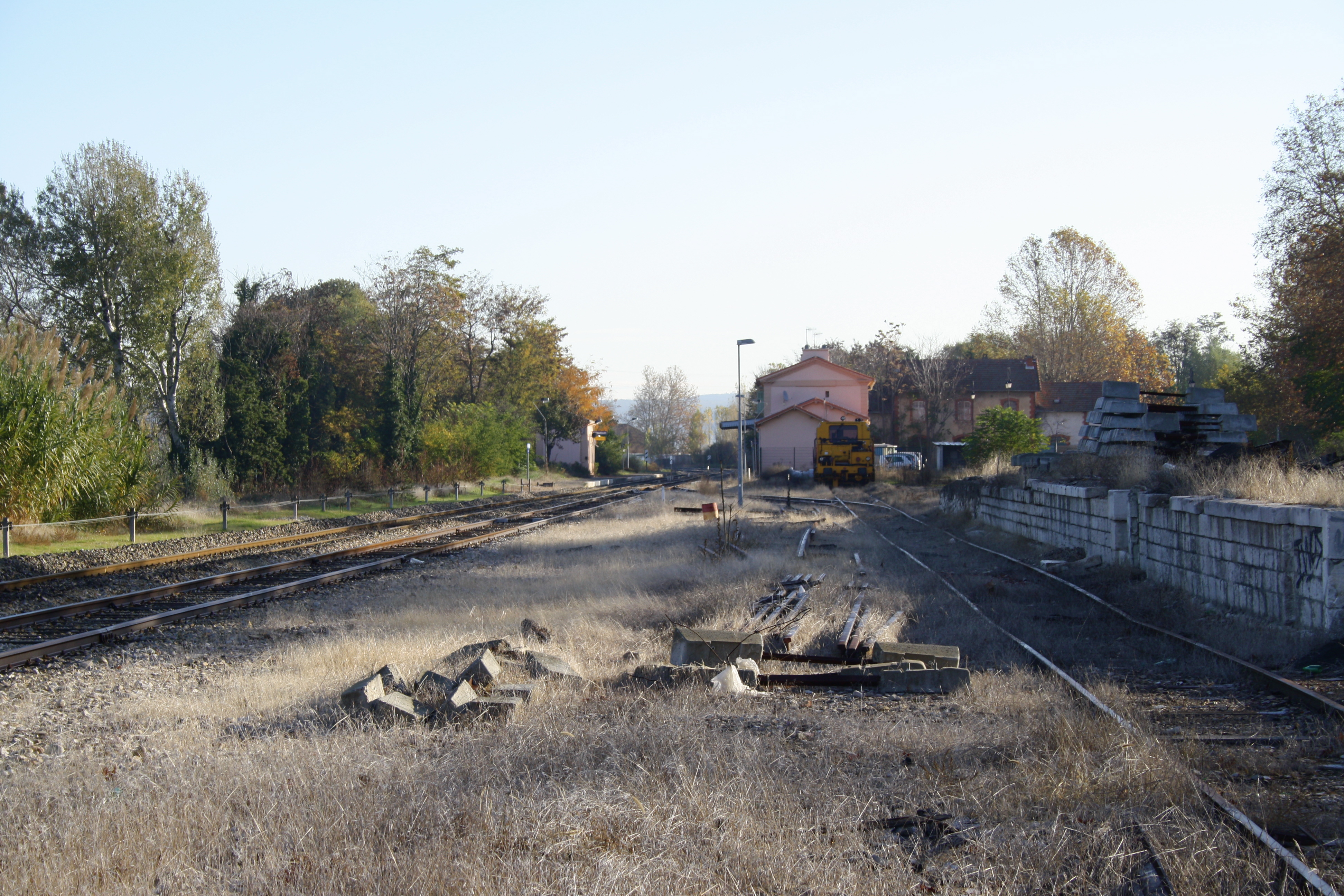
Bahnhof Meyrargues im Tal der Durance (2009)

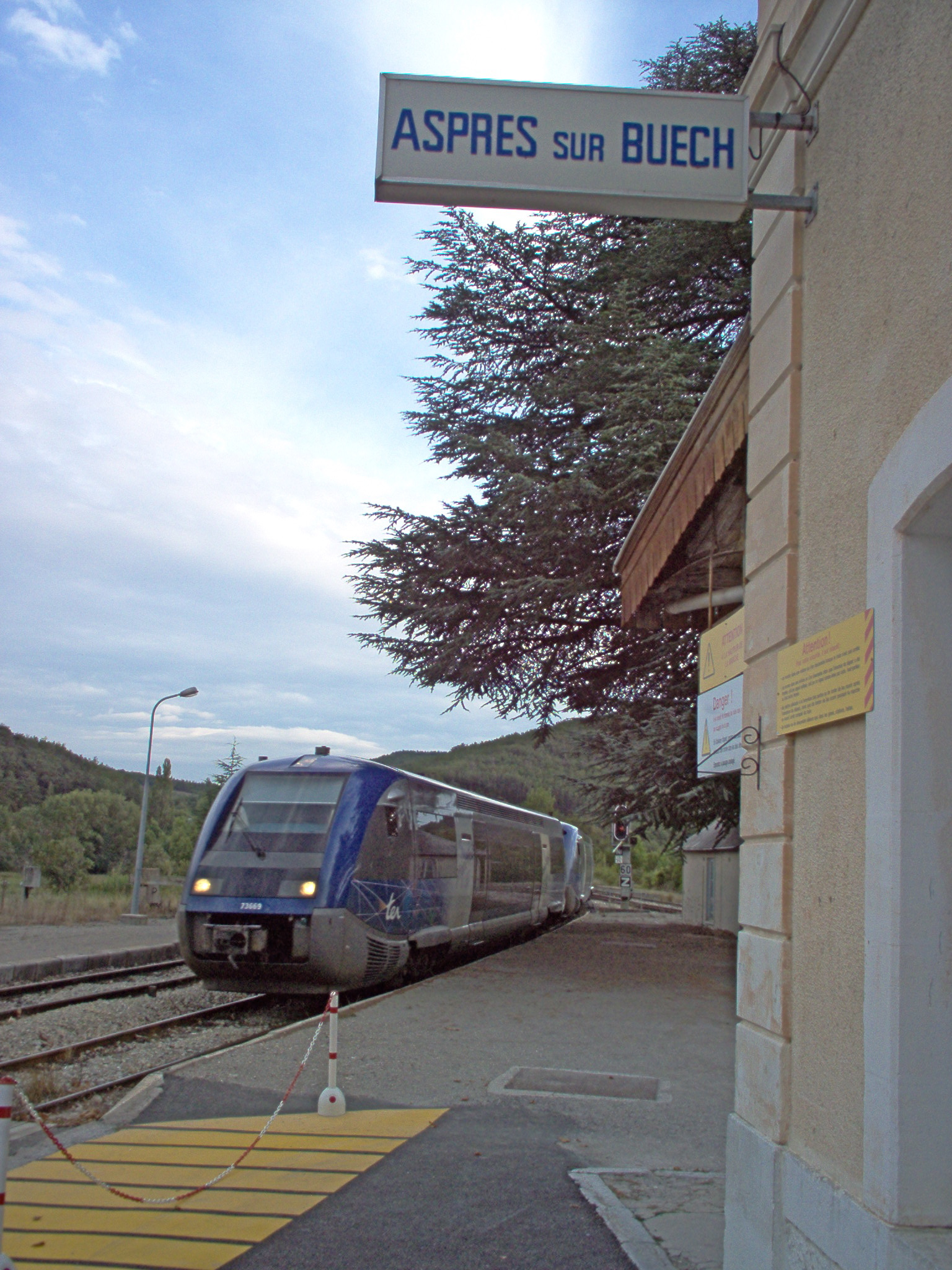
Dieseltriebwagen des Typs X 73500 im Keilbahnhof Aspres-sur-Buëch (2007)

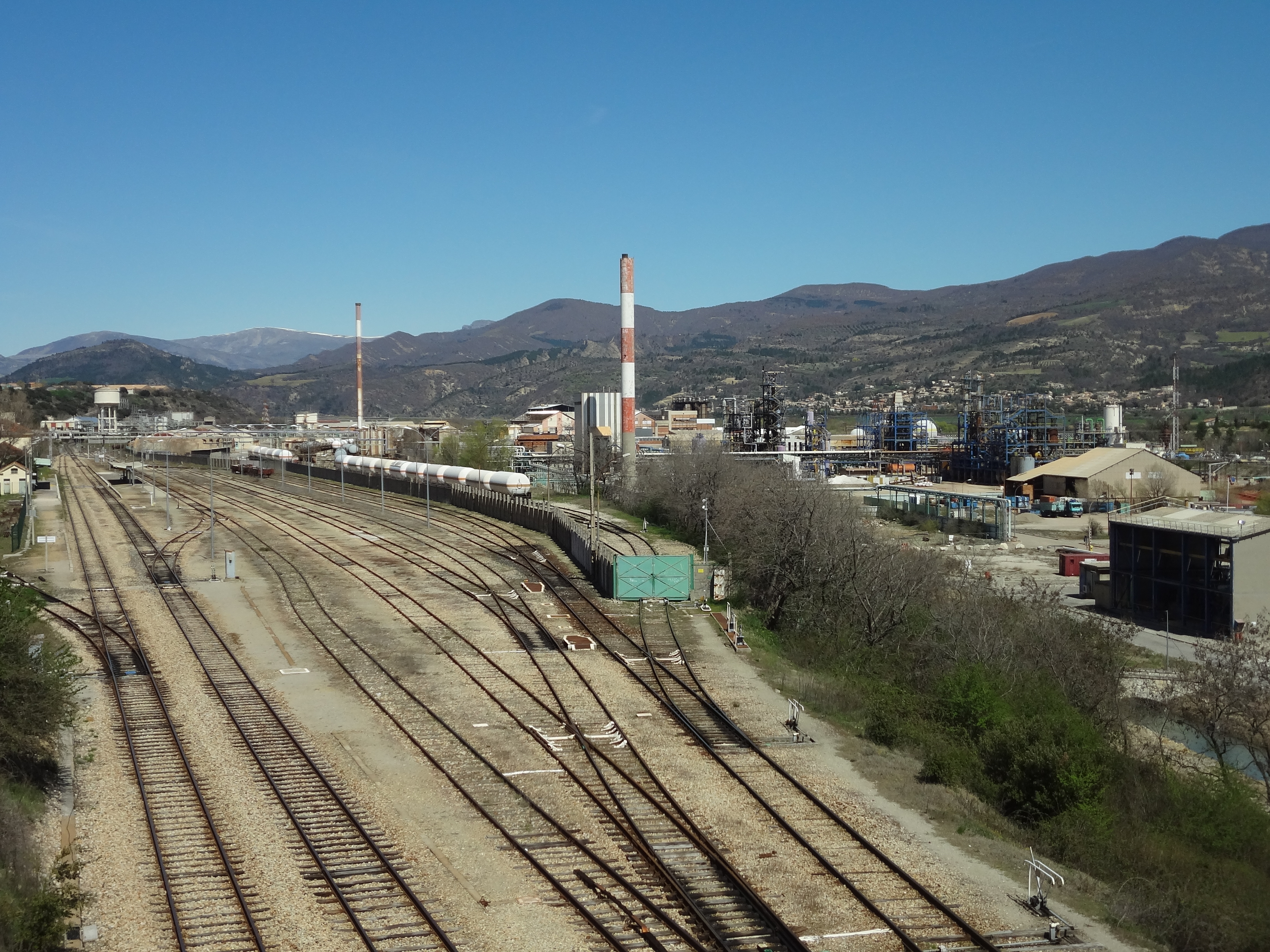
Bahnhof Château-Arnoux-Saint-Auban an der 1916 erbauten Chemiefabrik

#### Lyon–Grenoble
Das Stadtgebiet von Lyon, und damit das Tal der Rhone, wird südwestwärts über einen breiten, flachen Geländerücken Richtung Tal der Bourbre verlassen. Bei Saint-Quentin-Fallavier besteht dabei eine Verknüpfung mit der LGV Rhin-Rhône. Die Bahntrasse hält sich südlich der Boubre bis La Tour-du-Pin, wo ein nördlich ausholender Bogen des Flusses südlich im Hinterland leicht abgekürzt und bei Saint-André-le-Gaz an seiner westlichen Talflanke wieder erreicht wird. Nun geht es südwestlich weiter bis zum Talschluss, wo bei Le Grand-Lemps in der natürlichen Kerbe (eines Höhenrückens) auf die Plaine de Bièvre (Ebene des Bibers) gelangt wird. Schnurgerade wird die Ebene nun bis kurz vor Beaucroissant südwärts durchmessen, wo in nahezu rechtem Winkel ostwärts abgebogen wird, um nun kurvenreich und mit einer Kehrschleife in Voiron im hügeligen Gelände in das Tal der Isère bei Moirons abzusteigen. Bis Grenoble verbleibt nun die Linie, geradlinig gebaut, am nördlichen Talboden und tritt in die eigentlichen Westalpen ein. In Grenoble wird die Isère vor dem Bahnhof noch überbrückt.

#### Grenoble–Sisteron
Im Tal des Drac geht es geradlinig im Becken von Grenoble südwärts, dem Fluss wird weiter wird bis Jarrie – Vizille gefolgt, dort die Romanche südwärts überbrückt und am Fuße des Beauplat bis Saint-Georges-de-Commiers gefahren, wo westwärts nach Vif ins Tal der Gresse gewechselt wird. Hier beginnt nun die eigentliche Bergstrecke, indem die Montagnes du Petit et du Grand Brion, Westflanke der Gewässerfurche, über Vif mit 2 hintereinander geschalteten Kehrschleifen bergan gestiegen wird und anschließend in Hanglage bis Monestier-de-Clermont gelangt wird, seit Grenoble wurden bereits über 600 Höhenmeter bewältigt. Der Col du Fau wird im gleichnamigen Tunnel hoch in Seitengräben über dem Ébron, eines Oberlaufs des Drac, an Ostabhängen des Vercors hin unterfahren; bis Clelles bleibt die Strecke dafür mit zahlreichen Kunstbauten in etwa 800 m Seehöhe, hernach steigt sie – wiederum in ständiger Hanglage – aufwärts ins Massif du Diois, um über den Col de la Croix-Haute auf 1167 m Seehöhe ins Tal des Buëch überzutreten. Hier geht es kontinuierlich deutlich unspektakulärer als an der Nordseite bergab bis Aspres-sur-Buëch, wo in das Tal des Petit Buëch westwärts nach Veynes gewechselt wird. Von Veynes aus, spitzkehrenartig, geht es nun weiter entlang der Petit Buëch wieder ins Haupttal des Buëch nördlich von Serres, dem nun an seiner Ostseite gefolgt wird. Vor Sisteron wird der Höhenzug zum Tal der Durance überfahren und in Sisteron, am Zusammenfluss des Buëch und der Durance, die Cluse de la Baume (Klause der Baume) passiert.

#### Sisteron–Marseille
An der rechten (westlichen) Talseite nutzt die Bahnstrecke südwärts teils den Hangfuß, teils die Hochterrassenkante, um in östlich von Pertuis am Talboden Richtung Süden in die Westausläufer des Massif du Concors abzudrehen. Hierbei benutzt die Trasse die Gewässerfurche des Grand Vallat bis kurz vor Venelles, überfährt westwärts das Plateau von Puyricard und tritt, neuerlich südwärts angelegt, unter einem Höhenzug im Tunnel des Figons in das Becken von Aix-en-Provence ein, dessen Bahnhof nach Abstieg im urbanisierten Areal erreicht wird. Weiter geht es dann unter Umfahrung des Westrandes eines Geländerückens entlang der Luynes nach Gardanne, von dort aus an den Nordabhängen des Massif de l’Étoile, das bei Septèmes-les-Vallons überwunden wird. Von hier aus geht es an den Abhängen des Küstengebirges bergab bis zum Bahnhof Marseille-Saint-Charles.

## Betrieb
Die größtenteils eingleisige Strecke wurde bis zur Einführung der Block-Manuel-Signalisation 1954 im Handbetrieb bedient. 1968, also noch vor den Olympischen Winterspielen desselben Jahres, wurden auf der Bahnstrecke Grenoble–Montmélian die Formsignale von Lichtsignalen abgelöst, auf der übrigen Strecke erst schrittweise 1977 bis 1984.
Ab 1979 wurde eine umfangreiche Verbesserung der Trassierung einschließlich einer Vergrößerung des Lichtraumprofils begonnen mit dem Ziel, eine höhere Höchstgeschwindigkeit von 160 km/h und die Elektrifizierung des Streckenabschnitts Lyon–Grenoble zu erreichen. Im Sommer 1984 konnten diese Arbeiten abgeschlossen werden.
Ein bekannter Zug war der Alpazur, dessen Vorgänger erstmals am 10. Juni 1959 ab Genf verkehrte. Die Triebwagen befuhren die Strecke auf dem Abschnitt von Grenoble bis Château-Arnoux-Saint-Auban, wo sie kopfmachten, um nach 22 km Digne zu erreichen. Dort stiegen die Fahrgäste in einen ebenso bezeichneten Triebwagen der meterspurigen Bahnstrecke Nizza–Digne-les-Bains nach Nizza um. Da kaum Zwischenhalte bedient wurden, war dies die schnellste Bahnverbindung zwischen Grenoble und Nizza. Am 23. September 1989 wurde der Alpazur eingestellt.
So wie auch die Geschichte der Eigentümer sehr wechselvoll war, ist heute wieder der Betrieb in unterschiedlicher Hand. Zwischen Lyon und Grenoble ist die beste Verkehrsbedienung sowohl mit dem TGV als auch dem TER (TER Rhône-Alpes) realisiert. Zwischen Grenoble und Veynes fahren täglich nur wenige Züge des TER. Von Gap kommend laufen auf der Bahnstrecke Veynes–Briançon weiter gen Süden bis Aix-en-Provence im Winterfahrplan 2017/18 nur zwei Zugpaare, unterstützt von einigen weiteren Verstärkerbussen. Ab Aix ist der Verkehr wieder weiter verdichtet.